# Guaïfénésine
La guaïfénésine (DCI) parfois appelée aussi guaïacolate de glycéryle est un expectorant vendu sans ordonnance, à administration généralement orale, et utilisé pour faciliter l'expectoration des glaires dans le cas d'infection des voies respiratoires aiguës.
C'est également un relaxant musculaire central, inhibant les voies polysynaptiques des réflexes dans le tronc cérébral et la moelle épinière. Il fonctionne aussi comme sédatif, hypnotique, et comme analgésique. On l'utilise en médecine vétérinaire comme prémédication à une narcose par inhalation[réf. souhaitée]. Parmi ses effets secondaires, il faut compter sur une baisse de la pression sanguine, une tachycardie et éventuellement une hémolyse.